# Charmallaspis
Charmallaspis är ett släkte av skalbaggar. Charmallaspis ingår i familjen långhorningar.
Kladogram enligt Catalogue of Life:
| Charmallaspis | \| \| Charmallaspis pulcherrima \| \| \| \| \| \| Charmallaspis smithiana \| \| \| \| |
|               | \| \| Charmallaspis pulcherrima \| \| \| \| \| \| Charmallaspis smithiana \| \| \| \| |
|               | Charmallaspis pulcherrima                                                             |
|               |                                                                                       |
|               | Charmallaspis smithiana                                                               |
|               |                                                                                       |